# Leinster House
Leinster House (irl. Teach Laighean) – pałac w Dublinie, klasycystyczny, wzniesiony w latach 1745–1748 według projektu Richarda Casselsa; od 1922 mieści Oireachtas, irlandzki parlament.

## Historia

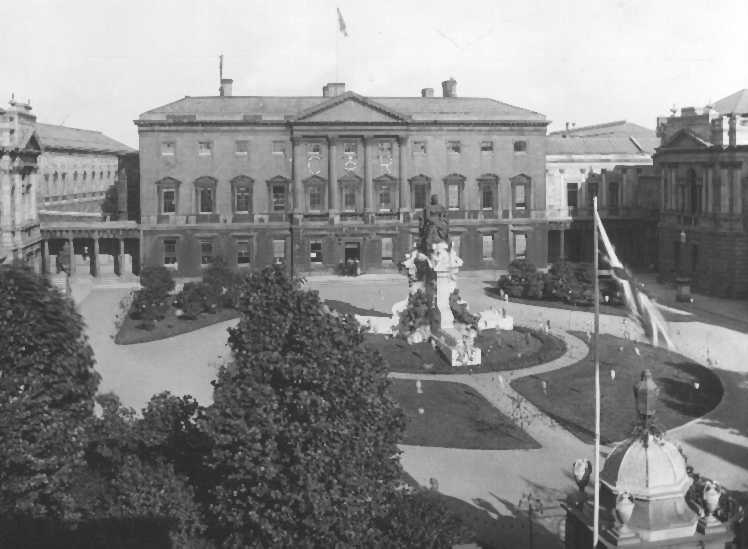
Leinster House w 1911 roku urządzony pod wizytę Jerzego V. W centralnym punkcie placu pomnik królowej Wiktorii usunięty w 1947.

Pałac został zbudowany w latach 1745–1747 i pierwotnie znany był jako Kildare House. Budowę zlecił James FitzGerald, aby podkreślić swoją pozycję społeczeństwie irlandzkim. W 1766, gdy został księciem Leinster, przemianował nazwę pałacu na Leinster House. Architektem pałacu był Richard Cassels (później jako Richard Castle). Projekt budynku posłużył irlandzkiemu architektowi Jamesowi Hobanowi do wykonania projektu Białego Domu w Waszyngtonie.
W pałacu mieszkał również syn Jamesa FitzGeralda – lord Edward FitzGerald, związany z irlandzkim nacjonalizmem podczas rewolucji irlandzkiej w 1798 roku oraz zwolennik separacji Irlandii od Anglii.
W 1815 roku Augustus FitzGerald sprzedał posiadłość towarzystwu Royal Dublin Society za 10 tys. funtów oraz roczny czynsz w wysokości 600 funtów, a następnie odkupił ją. Celem takiej transakcji było poprawienie nędznych warunków życia społeczeństwa; dzięki Royal Dublin Society powstało w ten sposób wiele instytucji, takich jak np.: Biblioteka Narodowa Irlandii, Muzeum Narodowe Irlandii, National College of Art and Design czy National Gallery of Ireland.
W 1922 roku po podpisaniu Traktatu oraz po utworzeniu Wolnego Państwa Irlandzkiego budynek został przejęty przez państwo i stał się siedzibą irlandzkiego parlamentu.

## Oireachtas

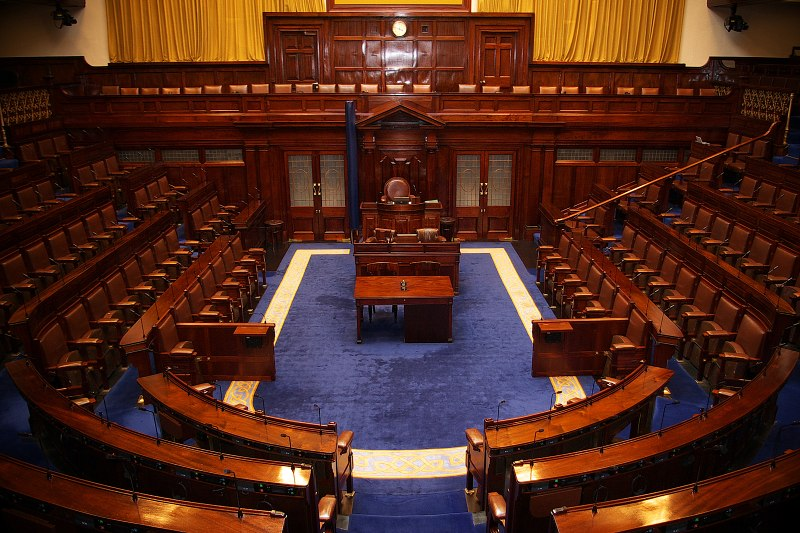
Dáil Éireann

Budynek jest siedzibą Oireachtas: Dáil Éireann oraz Seanad Éireann. Nazwa Leinster House jest współcześnie metonimią irlandzkiej działalności politycznej. 
Budynek był wiele razy rozbudowywany. Główne rozbudowy miały miejsce w latach 60. XX wieku, kiedy dobudowano przestrzenie biurowe dla Teachta Dála i senatorów, oraz w 2000 roku pod nazwą Leinster House 2000.

## Otoczenie
Obok budynku znajdował się pomnik Wiktorii Hanowerskiej, odsłonięty w 1904 roku przez Edwarda VII, usunięty w 1947 (ponownie wzniesiony w 1990 w Sydney w Australii). Natomiast koło Muzeum Historii Naturalnej stoi pomnik upamiętniający Alberta, męża królowej Wiktorii.
Od strony ogrodu przy placu Merrion Square stoi trójkątny pomnik upamiętniający trzy główne postaci irlandzkiej niepodległości: Arthura Griffitha, Michaela Collinsa i Kevina O’Higginsa.